# Blåbärskullenmasten

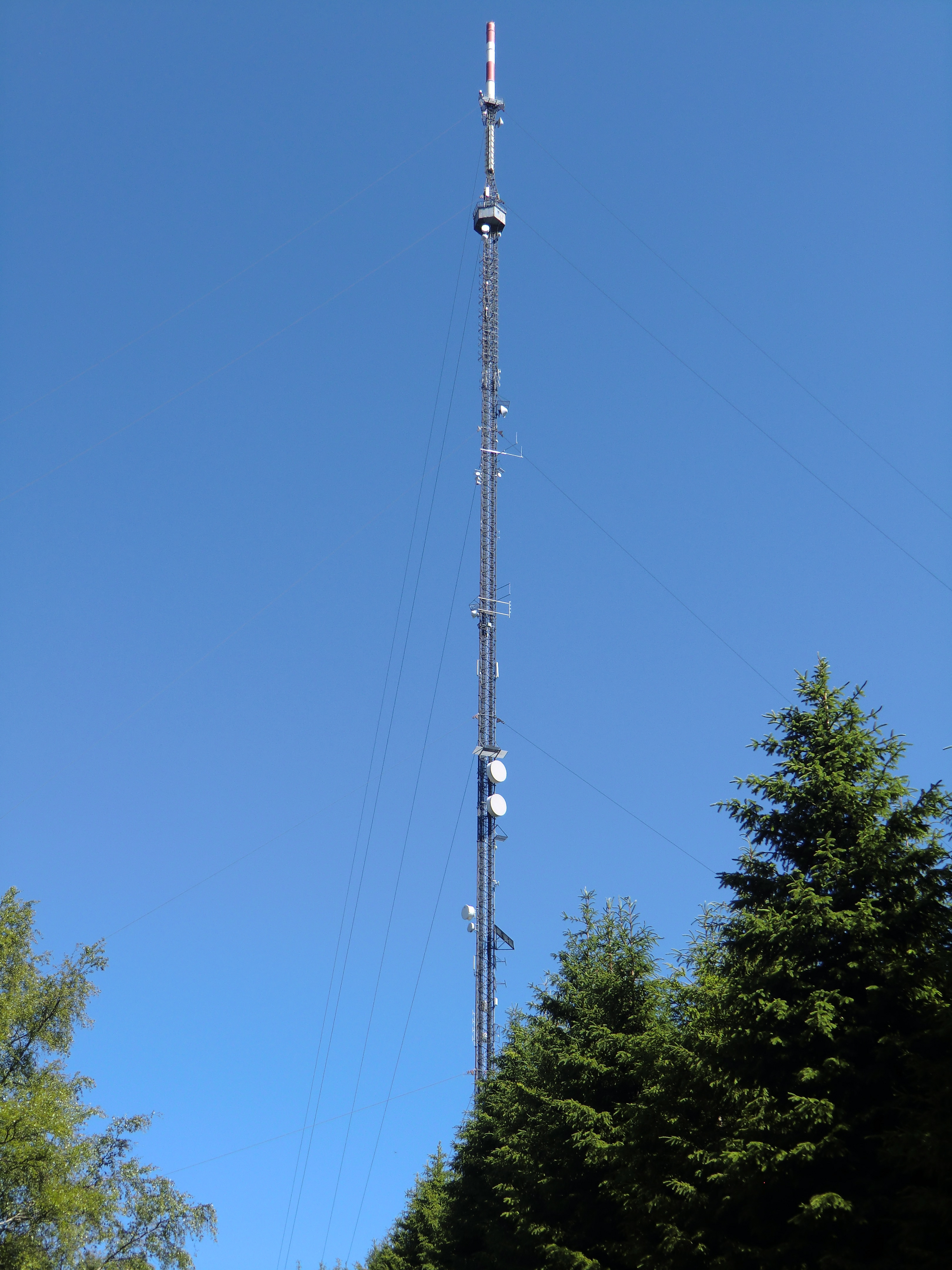
Blåbärskullenmasten i Gräsmark

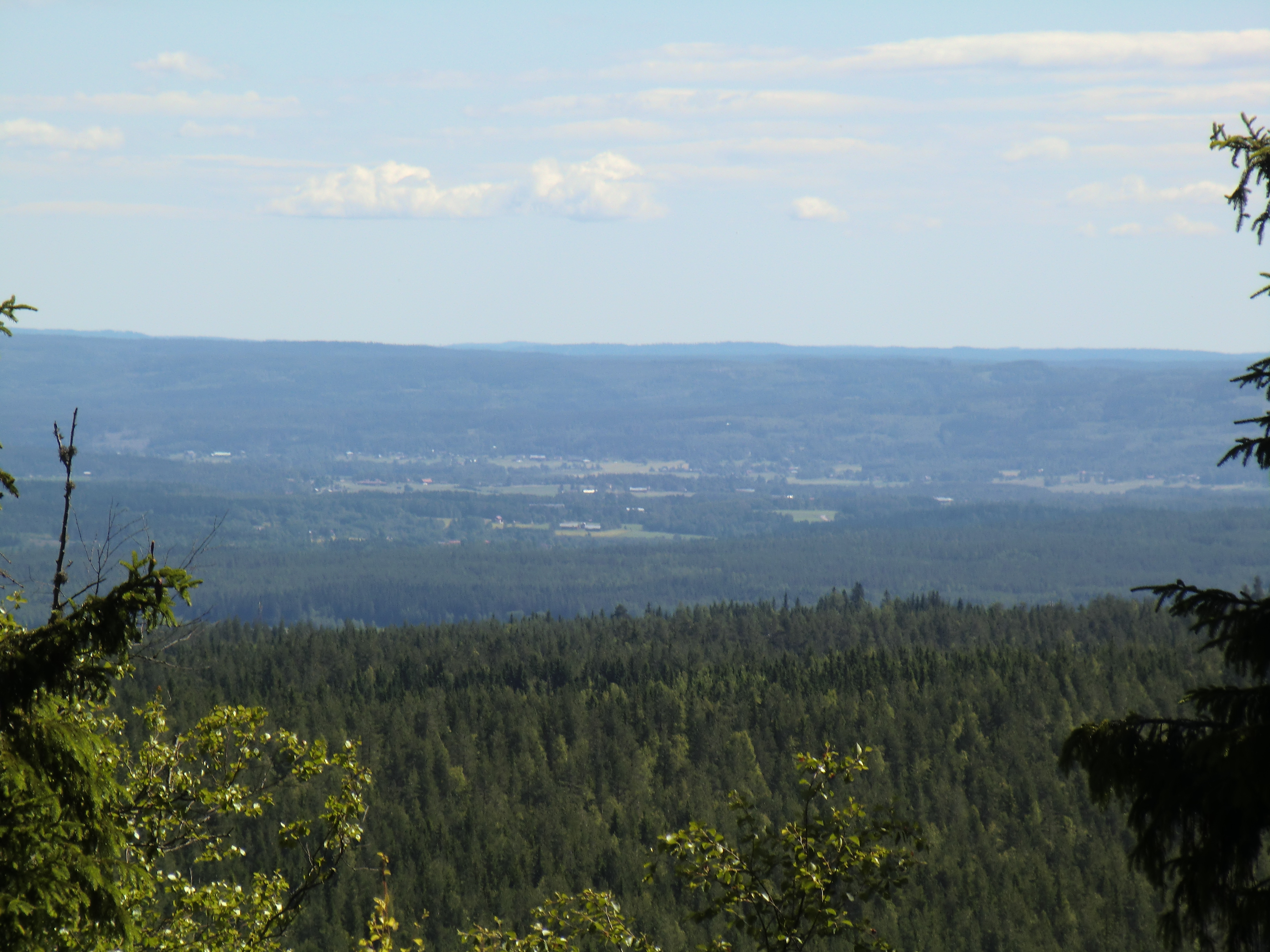
Vy österut mot Fryksdalen och Fryksdals härad och byn Gjutaregården.

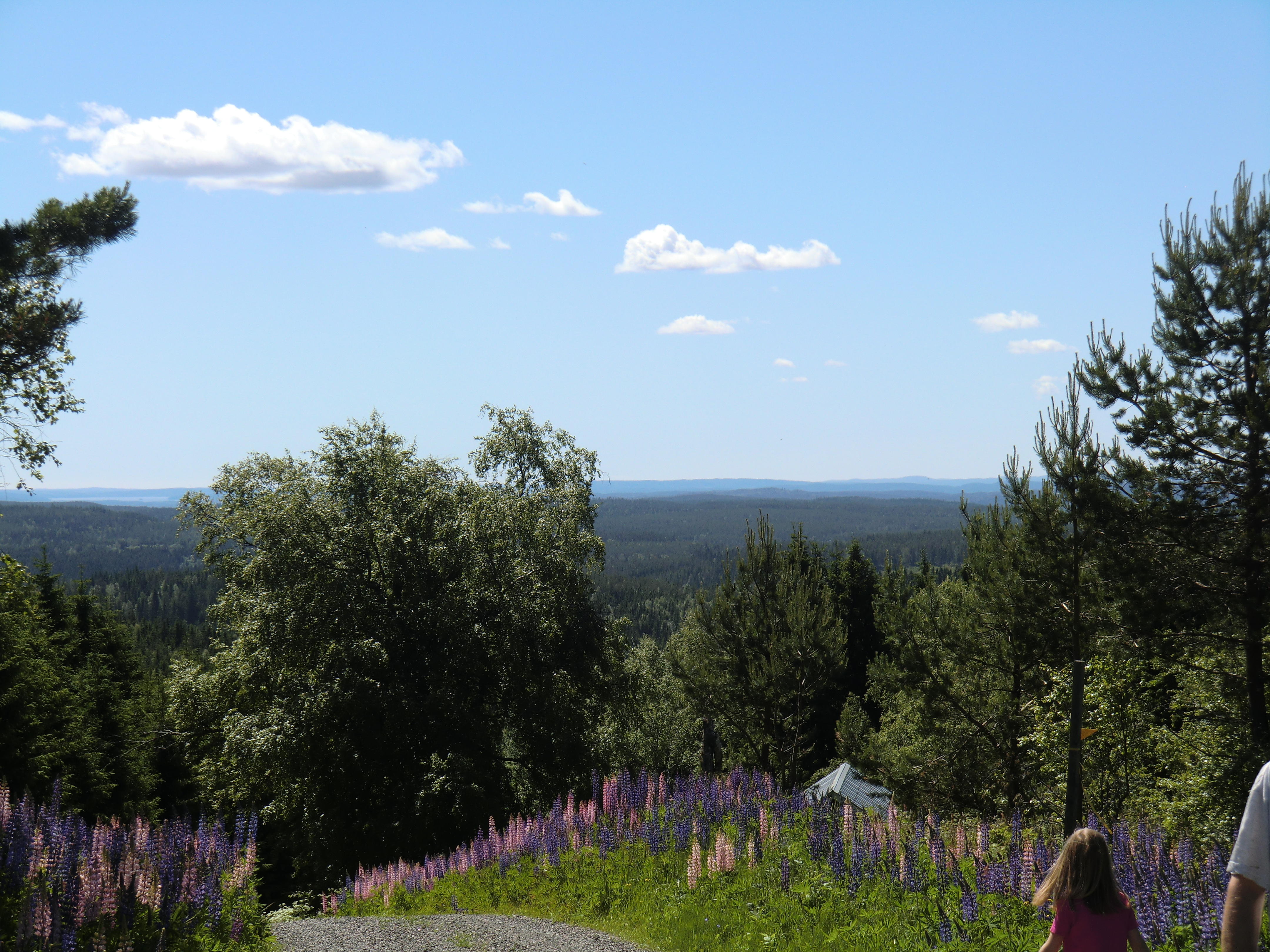
Vy sydväst mot västra Värmland och Jösse härad, i vänsterkant syns sjön Värmeln.

Blåbärskullenmasten är ett populärnamn på Blåbärskullens radio- och TV-station och som stod klar i augusti 1960, till en byggkostnad av 3 miljoner kronor. Provsändningarna påbörjades 15 augusti och officiella sändningsstarten var den 2 september 1960.
Masten var från början 323 meter hög, men havererade under ett snöoväder torsdagen den 27 december 1979 kl 20.08. Det var den övre delen av masten som knäcktes, alldeles ovanför FM-antennerna. Sändningarna för TV1 och TV2 försvann för närmare 180 000 hushåll.
De återstående 270 metrarna hotade att rasa eftersom den rasade delen drog med sig några staglinor på ena sidan. Under söndagen lyckades man koppla in en 24 ton tung traktor till de avslitna linorna för att hålla emot.
Masten räddades och reparerades senare. En provisorisk mast (72 meter) byggdes intill den gamla som nu var 274 meter hög.
Den gamla masten byggdes på med nya TV1-antenner och ny toppspira, men är idag inte fullt så hög som originalmasten.

## Blåbärskullen
Blåbärskullen som masten står på är också högsta berget i Gräsmarks socken och Sunne kommun med sina 425 meter över havet.
Det största snödjup som uppmätts i Värmland är 180 cm vid Blåbärskullen i Gräsmark den 28-29 mars 1951. Det är för övrigt det största snödjup som någonsin noterats vid en meteorologisk station i landets södra hälft.
Blåbärskullen ligger på Långjohanstorps hemman i Gräsmarks finnskog och är ursprungligen utmark till Södra Västerrottna hemman. Hemmanet ska ha fått sitt namn efter den förste bebyggaren, Skogsfinnen Lång Jan Struts.
Äldre namn på Blåbärskullen är Blåberg eller Blåbergshögda. Nuförtiden växer det en del träd på toppen men förr i tiden var det möjligt att se ända till Kongsvinger fästning i Norge.